# 車持皇子
倉持皇子（くらもちのみこ）は、『竹取物語』に登場する5人の貴公子のひとり。「庫持皇子」とも表す。

## 経歴
『竹取物語』では、かぐや姫から自分と結婚する条件として、東方海上にあるという「蓬萊の玉の枝」を取ってくるようにいわれるが、彼は出航せず、綾部内麻呂ら職人たちにそれらしきものを作らせ、帰航を偽装してこれをかぐや姫に献上した。
竹取翁は本物だと思い込み、寝床の支度まで始めるが、職人たちが玉作りの報酬をもらっていないと訴え出たために偽物と判明、かぐや姫はただちにこれを返品し、職人たちには褒美を与えた。車持皇子は職人たちを逆恨みし、血が出るほどお仕置きしたという。

## 表記
最古の写本である伝後光厳天皇宸筆断簡、流布本共に「くらもちのみこ」。他、古本に「くらもりの御こ」など。「くらもちの皇子（くらもちのみこ）」と書くときもある。

## 系譜
不明。天皇家にこのような名前の皇子はいないため、架空の人物と思われる。ただし、5人の貴公子のうち3人まで（もう一人は石作皇子。これ以外の全員）が実在のため、車持皇子も歴史に埋もれている実在人物か、または既知の実在人物の別名の可能性がある。

## モデル
江戸時代の国学者加納諸平は元明朝の右大臣藤原不比等を挙げている（不比等の母は車持氏）。不比等は天智天皇の落胤との説もある。

## 関連史料
- 上坂信男『全訳注竹取物語』（講談社学術文庫）